# Gelbfußmöwe
Die Gelbfußmöwe (Larus livens) ist eine Vogelart innerhalb der Möwen (Larinae) und gehört zur Gattung Larus.

## Merkmale
Bis in die 1960er Jahre wurde die Gelbfußmöwe aufgrund ihrer Ähnlichkeit und nahen Verwandtschaft als Unterart der Westmöwe (Larus occidentalis) geführt. Anders als die meisten der größeren Möwen ist die Gelbfußmöwe, 53 bis 58 cm groß, schon nach drei Jahren ausgewachsen und nicht erst nach vier. Ab dem zweiten Jahr findet man ein schwarzes Band auf dem Schwanz vor, und Rücken und Flügel sind schieferfarben bis schwarz befiedert – somit sieht sie einem adulten Vogel schon äußerst ähnlich. Beine und Füße sind bis zum ersten Winter noch pink, dann aber gelb. Adultvögel haben einen weißen Kopf und einen dicken, gelben Schnabel.

## Vorkommen
Hauptsächlich kommt die Gelbfußmöwe am Golf von Kalifornien in NW-Mexiko und am Salton Sea in Kalifornien vor. Zur Brutzeit wandern die Populationen des Salton Sea an den Golf von Kalifornien, während die dort ansässigen ihr Leben lang dort verbleiben. Anderswo in den Vereinigten Staaten oder Mexiko ist der Vogel äußerst selten anzutreffen. Es gibt etwa 60.000 Gelbfußmöwen, und der Bestand ist stabil.

## Ernährung
Sie ernähren sich hauptsächlich von Fisch und Wirbellosen. Sie stehlen aber auch anderen Seevögeln ihre Küken oder Eier.

## Fortpflanzung
Es wird entweder allein oder in Nestkolonien gebrütet.